# Stålarm
Stålarm var en svensk-finländsk uradlig ätt, varav en gren upphöjdes till grevlig status.
Ätten stammade från Finland och räknade åtminstone enligt äldre källor sitt ursprung från den finske stormannen Niclis på 1300-talet. Av dennes tre söner blev Fader Niclisson stamfader för de båda ätterna Stålarm, Olof Niclisson för ätten Tavast och Sone Niclisson för ätten Footangel (åtminstone beträffande släkten Tavast har dessa uppgiftere dock avfärdats av modernare genealogisk forskning). Fader Niclissons son, Nils Fadersson till Kijala (senare hälften av 1300-talet), skall enligt Johannes Messenius ha varit riksråd, en post som i vart fall dennes sonsons sonsons son, Erik Arvidsson (Stålarm) (död 1569) definitivt hade.
Erik Arvidssons sonson Erik Axelsson Stålarm (död 1632) introducerades å ättens vägnar 1625 på det nyinrättade Riddarhuset, ursprungligen med nummer 48 (senare ändrat till 32). Denna ursprungliga ätt slöts på svärdssidan 1687 i och med att den nämnde Erik Axelssons son, landshövdingen och hovrättspresidenten Axel Stålarm (1630-1702), den 10 december detta år upphöjdes till såväl friherre som greve.  Han introducerades under den högre värdigheten 1689 med nummer 33, men slöt själv denna nya ätt på svärdssidan. På spinnsidan utgick den med hans dotter Wendela Christina Stålarm, gift Fleming af Liebelitz (1662-1736).

## Bemärkta ättemedlemmar (utöver ovan nämnda)
- Arvid Eriksson (Stålarm) d.ä., död 1529, lagman i Karelen med mera
- Arvid Eriksson (Stålarm) d.y., död 1620, amiral och ståthållare; den föregåendes sonson

## Galleri

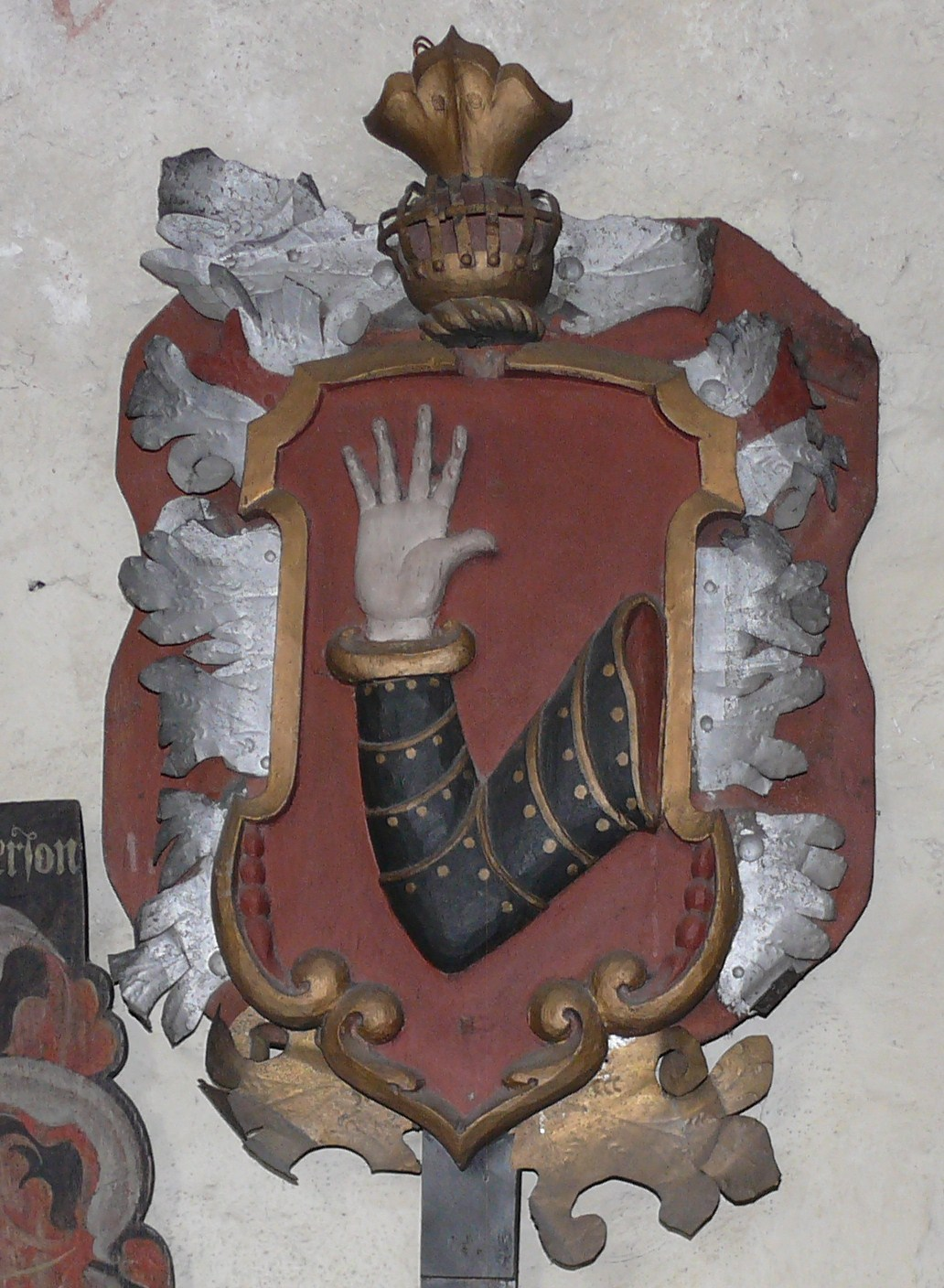
Ätten Stålarms (nr 32), troligen Beata Stålarms, vapensköld i Sankta Katarina kyrka, Karis
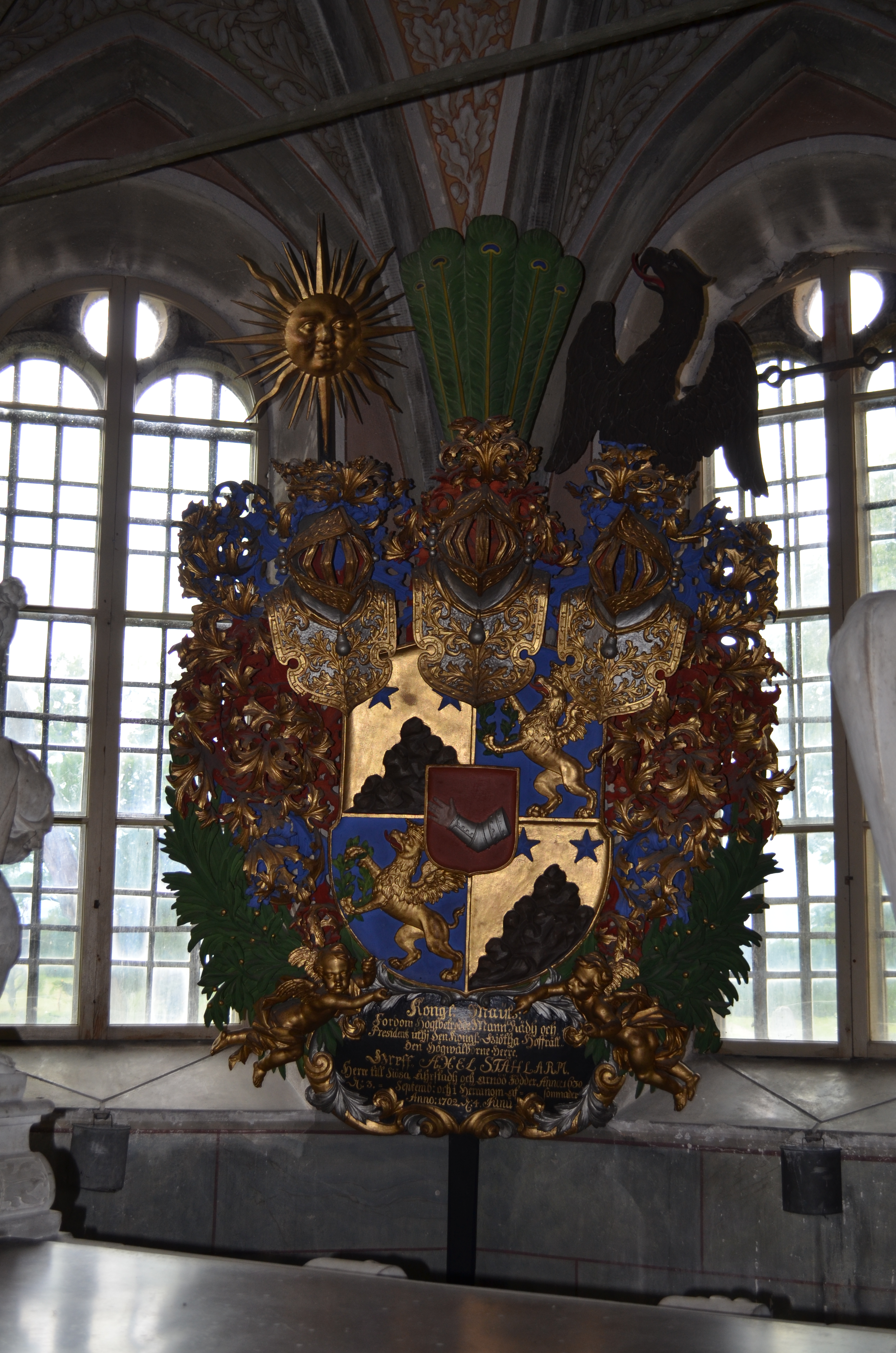
Greve Axel Stålarms (nr 33) (1630-1702) huvudbaner i Vadsbro kyrka, Södermanland